# Lucie Silvas
Lucie Silvas, nata Lucie Joanne Silverman (Kingston upon Thames, 4 settembre 1977), è una cantautrice britannica.

## Biografia
Lucie nacque in una famiglia ebrea a Kingston-Upon-Thames, Londra. I suoi genitori erano degli appassionati di musica e Lucie ne è stata ispirata per la futura carriera. La madre, Isabella, era cantante d'opera.
Lucie ha vissuto a Londra sino a due anni, per spostarsi in seguito ad Auckland (Nuova Zelanda) poiché suo padre trovò una casa in vendita vicino ad un campo di golf. In Nuova Zelanda fu membro della Habonim e fu coinvolta in altri movimenti ebraici.
Ritornò a Kingston upon Thames in Inghilterra all'età di 13 anni. Intrigata dallo Giudaismo, fu presto una socia del Wimbledon District Synagogue Choir. Partecipò ad una gara ebrea per giovani talenti arrivando terza all'età di 14 anni. Si iscrisse poi Surbiton High School.
Nel 2000 Lucie fu contattata dalla EMI, che le offriva un contratto discografico. Nel maggio fece uscire il suo primo singolo It's Too Late, che però s'inserì soltanto alla posizione numero 62 della classifica britannica. Lucie aveva previsto pure di far uscire un album Forget Me Not, ma poco dopo la EMI la licenziò.
Nel 2001 la Chrysalis Records la contattò, questa volta come compositrice. Lei firmò un libero contratto e malgrado era ancora senza una casa produttrice per produrre la sua musica, continuò a scrivere per altri artisti inglesi tra i quali Sarah Whatmore, Gareth Gates, Rachel Stevens e i Liberty X.
Nel 2003 Lucie firmò con la Mercury Records e realizzò il suo secondo album Breathe In, il quale in realtà è stato il suo debutto ufficiale, prodotto da Mike Peden. La maggior parte dei pezzi di Breathe In fu scritta in collaborazione con Judie Tzuke, per la quale la Silvas era corista anni addietro. La BBC Radio 2 commissionò un filmato per la Silvas sullo sviluppo discografico, aiutando la sua carriera e aggiungendo le sue canzoni alla loro playlist. Il primo brano estratto dall'album fu What You're Made Of, entrato ufficialmente nella classifica britannica alla posizione numero 7, seguito dall'album che entrò e toccò la posizione più alta alla numero 11. In seguito fece delle apparizioni televisive, per esempio al tributo per Elton John e all'All Time Greatest Love Songs con Ronan Keating. Nel frattempo Lucie pubblicò il suo secondo singolo dall'album, la title track Breathe In che entrò direttamente al sesto posto in classifica. Gli altri tre singoli estratti furono The Game Is Won, Don't Look Back e la riedizione del singolo Forget Me Not.
In seguito alla pubblicazione di Breathe In nel Regno Unito, Lucie Silvas portò la sua musica in giro per il continente europeo e in particolare in Germania e Paesi Bassi dove, acclamata dalla critica, fece uscire uno speciale singolo per l'Europa continentale: Nothing Else Matters, cover della canzone dei Metallica. Breathe In fu pure ripubblicato in Olanda con due tracce in più riguardanti pezzi live di un concerto tenutosi appunto in Olanda. Ripubblicò pure due nuove versioni di What You're Made Of per i mercati spagnolo e francese, rispettivamente in duetto con Antonio Orozco e Grégory Lemarchal. Nel 2003, fece un duetto nella canzone This Time con la cantante spagnola Natalia, mentre nel 2004 scrisse Sombras (Ombre), il primo singolo estratto dal terzo album di Natalia.
Lucie si imbarcò poi per il secondo tour britannico, il Don't Look Back UK tour, partito da Brighton il 2 novembre del 2005, vedendosi anche assegnare il disco di platino per le vendite di Breathe In in Gran Bretagna.
Il secondo album ufficiale di Lucie, The Same Side, fu registrato alla fine del 2006 e pubblicato nell'ottobre dello stesso anno in Olanda e nel marzo 2007 nel Regno Unito e nel resto d'Europa. Il primo singolo estratto nel Regno Unito fu Last Year, fatto ascoltare come novità alla BBC Radio 2 a fine agosto 2006, mentre per il mercato olandese fu estratto Everytime I Think of You, in duetto con Marco Borsato. 
The Same Side fu prodotto da Danton Supple, che ha collaborato anche alla produzione di X&Y dei Coldplay. Il brano Everytime I Think of You divenne il primo singolo dell'artista a raggiungere la prima posizione della classifica nei Paesi Bassi.

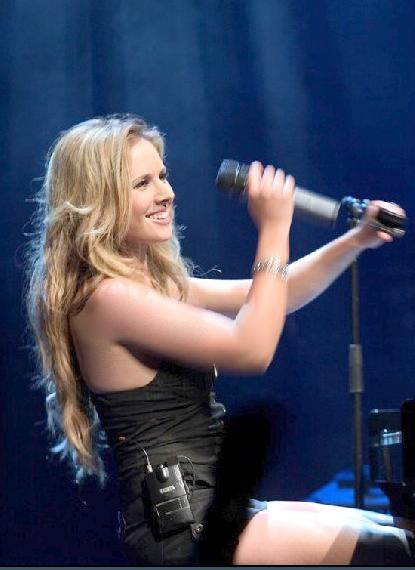
Lucie Silvas in concerto a Utrecht nel 2006

Last Year, primo singolo per il mercato anglofono, non ebbe molto successo. A seguito del capitombolo la Mercury Records, l'artista decise di posticipare l'uscita dell'album per il mercato anglofono: prevista per il 26 ottobre, fu riorganizzata per il 12 marzo del 2007.
Il secondo singolo scelto fu Sinking In, un pezzo pop rock fatto uscire il 5 marzo 2007 nel Regno Unito e in Irlanda. Il singolo scaricabile sul net fu un vero flop, tanto da non entrare neanche in classifica.
Tra il 2008 e il 2009 Lucie ha lavorato negli Stati Uniti, dove ha registrato diversi brani. Ha collaborato con Delta Goodrem e Katharine McPhee.
Nel 2011 ha scritto alcune canzoni con Una Healy dei The Saturdays.
Nel 2014 ha duettato con Dave Barnes in Little Civil Wars per il progetto Golden Days. Nel febbraio 2015 ha pubblicato un EP chiamato Lucie Silvas (Caroline Records).

## Discografia

### Album in studio
- 2004 - Breathe In
- 2006 - The Same Side
- 2015 - Letters to Ghosts
- 2018 - E.G.O.

### EP
- 2000 - Forget Me Not
- 2015 - Lucie Silvas